# Lobelia deckenii
Lobelia deckenii (Asch.) Hemsl., 1877 è una pianta tropicale appartenente alla famiglia delle Campanulaceae.

## Descrizione
Può raggiungere un'altezza di 3 metri, ha fusto cavo e fiori blu disposti su grandi spighe verticali claviformi sorrette da un'ampia rosetta fogliare.

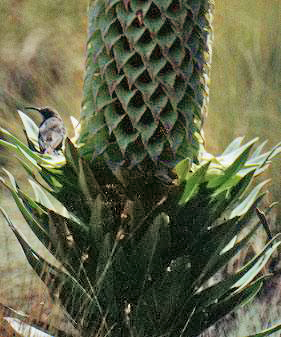

## Biologia
Per adattarsi a condizioni climatiche caratterizzate da scarsezza di acqua e ampie escursioni termiche questa pianta ha sviluppato singolari strategie: durante la notte le foglie si richiudono verso il fusto centrale e secernono piccole quantità di soluzione acquosa che ricopre le gemme. Di notte l'acqua gelando riveste con uno strato di ghiaccio i delicati organi proteggendoli dalle basse temperature.
Lobelia deckenii si riproduce prevalentemente per impollinazione ornitogama, ad opera di Nectarinia johnstoni.

## Distribuzione e habitat
È una delle specie vegetali caratteristiche della zona di brughiera del Parco nazionale del Kilimanjaro (Tanzania).

## Tassonomia
Sono note le seguenti sottospecie:
- Lobelia deckenii deckenii
- Lobelia deckenii incipiens E.B.Knox, 1993

La sottospecie Lobelia deckenii keniensis, presente sul Monte Kenya, è oggi considerata una specie a sé stante, Lobelia gregoriana.
La sottospecie Lobelia deckenii sattimae, endemica dei monti Aberdare del Kenya, è oggi classificata come Lobelia gregoriana subsp. sattimae.